# Raising the Flag on Iwo Jima

Raising the Flag on Iwo Jima, por Joe Rosenthal / The Associated Press.

Raising the Flag on Iwo Jima é uma fotografia histórica tirada em 23 de fevereiro de 1945 por Joe Rosenthal. Ela mostra cinco fuzileiros navais americanos e um paramédico da Marinha dos Estados Unidos fincando a bandeira dos Estados Unidos no topo do Monte Suribachi no Japão, indicando a sua conquista durante a batalha de Iwo Jima na Segunda Guerra Mundial.
A fotografia é muito popular, vindo a ser reproduzida em milhares de publicações. Foi a primeira fotografia a ganhar o Prémio Pulitzer
no mesmo ano de sua publicação e veio a ser lembrada nos Estados Unidos como uma das mais significantes e reconhecidas imagens de guerra, e possivelmente a fotografia mais reproduzida de todos os tempos.

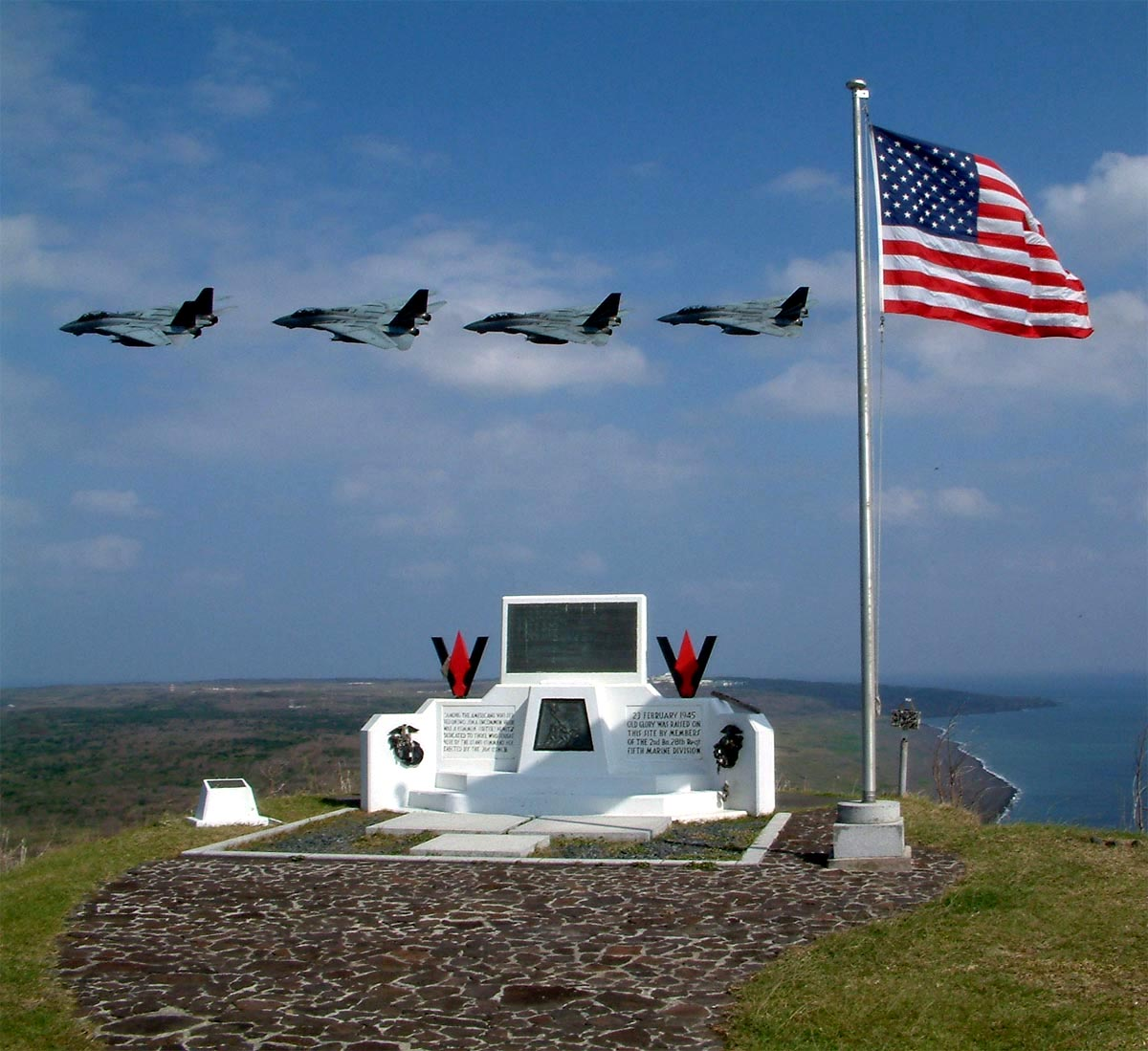
Memorial em homenagem aos soldados no local onde a bandeira foi fincada.

Dos seis homens que aparecem na fotografia, três morreram durante a  batalha (Franklin Sousley, Harlon Block e Michael Strank) e três sobreviveram a ela (John Bradley, Rene Gagnon e Ira Hayes). Os que sobreviveram acabaram virando celebridades depois que foram identificados na foto. A imagem foi usada depois por Felix de Weldn para esculpir o USMC War Memorial, no Cemitério Nacional de Arlington, na Virgínia.